# Gravesia guttata
Gravesia guttata là một loài thực vật có hoa trong họ Mua. Loài này được (Hook.) Triana mô tả khoa học đầu tiên năm 1871.

## Hình ảnh

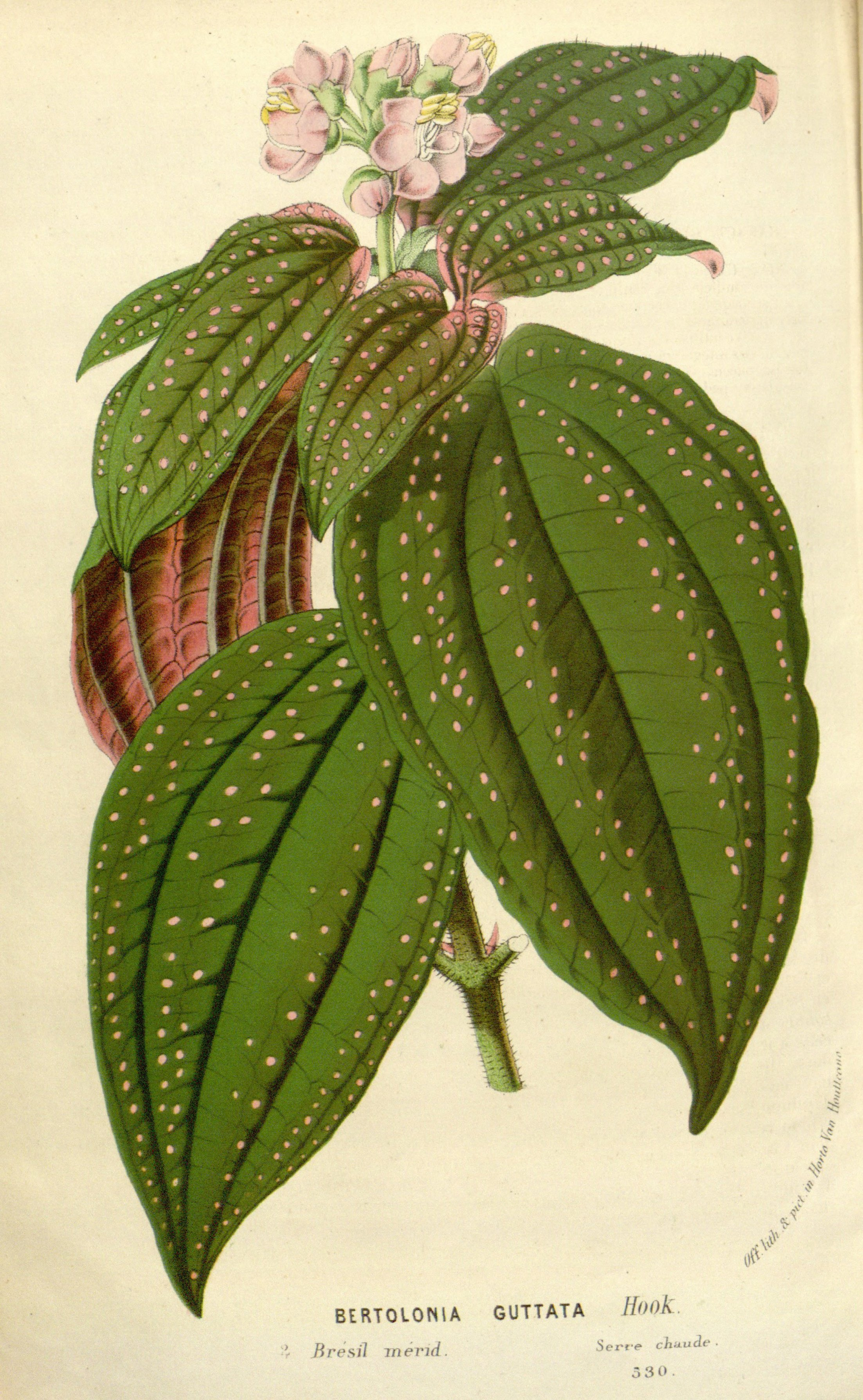
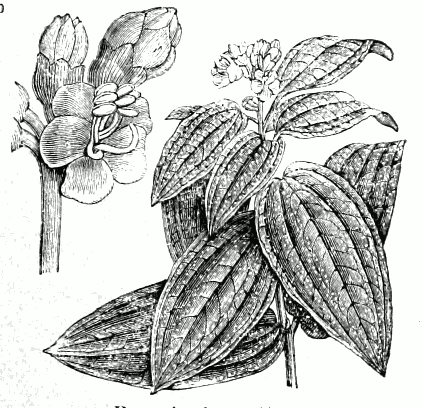